# Johann Rudolf Rudolf

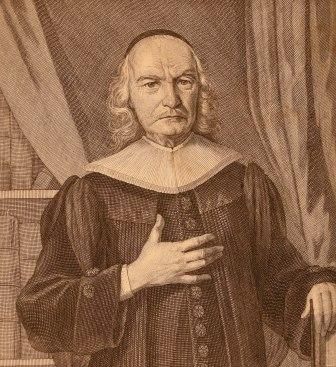
Johann Rudolf Rudolf auf einem Kupferstich von Johann Georg Seiler, nach einem Bild von Johann Rudolf Huber (1718)

Johann Rudolf Rudolf (getauft 4. Oktober 1646 in Zofingen; † 18. September 1718 in Bern) war ein Schweizer Theologe.
Rudolf wurde 1675 Pfarrer in Seon und 1676 Professor für Hebräisch und Ethik an der Hohen Schule in Bern. 1700 wurde er zum Professor für Theologie berufen.
Seine umfangreiche Bibliothek vermachte sein Enkel Ludwig Rudolf der Stadtbibliothek Zofingen.

## Manuskripte
- Vorlesung über das Compendium theologiae christianae des Johannes Wolleb (1714). Staatsarchiv Bern

## Werke
- Lehr- und Trost-reiche Predigten von Buss, Glaube, und Wandel der Christen. Bern 1718 (online).